# المديرية العامة للجمارك (سوريا)
المديرية العامة للجمارك هي وكالة إنفاذ قانون حكومية سورية مسؤولة عن مراقبة النقل الدولي إلى البلاد، والتحقق من حركة البضائع والركاب عبر المنافذ، وتطبيق القوانين التي تمنع الخسائر الاقتصادية الناجمة عن جرائم التهريب الجمركي. تم تأسيسها في ديسمبر 2024 من قبل الحكومة الانتقالية السورية .
في 18 كانون الأول (ديسمبر) 2024، أصدرت المديرية العامة للجمارك في سوريا قراراً، وقعه مديرها العام الجديد قتيبة أحمد بدوي ، يقضي بحل شرطة الجمارك في سورية بجميع مسمياتها وتشكيلاتها، على أن يعاد تشكيلها لاحقاً بما "يخدم المصلحة العامة". 
المدير الحالي للإدارة العامة للجمارك هو قتيبة أحمد بدوي منذ 31 ديسمبر 2024. 